# Aeonium undulatum
Espèce
Aeonium undulatum est une espèce de plantes grasses de la famille des Crassulacées.